# Ewabra
Ewabra is een Duits historisch merk van motorfietsen.
De naam van het merk was fgeleid van die van de oprichter: Ewald Brackelsberg.
Ewald Brackelsberg was een neef van de beroemde Bugatti-coureur Karl Brackelsberg. In 1921 begon hij met de productie van motorfietsen met eigen 550cc-eencilinderzijklepmotoren met riemaandrijving, die echter weinig succesvol waren en in 1924 werd de productie beëindigd.